# Piéride de la gesse
Leptidea morsei
Espèce
Statut de conservation UICN

 NT A1cde : Quasi menacé
Statut CITES
La Piéride de la gesse ou Piéride de Fenton (Leptidea morsei) est une espèce de lépidoptères (papillons) appartenant à la famille des Pieridae, à la sous-famille des Dismorphiinae et au genre Leptidea.

## Noms vulgaires
- En français : la Piéride de la gesse ou la Piéride de Fenton.
- En anglais : Fenton's Wood White[1].

## Morphologie

### Papillon
L'imago de Leptidea morsei est un papillon blanc, à l'apex de l'aile antérieure falqué au lieu d'être arrondi chez les autres Leptidea, plus ou moins marqué de noir.

### Premiers stades
Comme pour la Piéride de la moutarde, les œufs blancs deviennent jaunes et donnent une chenille vert vif à raie jaune sur le côté.
La chrysalide est verte.

## Biologie
Elle vole d'avril à juillet, en  deux générations.
Elle hiverne au stade de chrysalide.
Sa plante hôte est soit Lathyrus verna, soit Lathyrus niger.

## Distribution et biotopes
La Piéride de la gesse est présente de la partie Est de l'Europe (Croatie, Autriche Hongrie et Roumanie) jusqu'à la Sibérie et le Japon,.
Elle affectionne les bordures des bois de feuillus[réf. souhaitée].

## Systématique
L'espèce actuellement appelée Leptidea morsei a été décrite par Frederick Azel Fenton en 1881.

### Sous-espèces
- Leptidea morsei morsei
- Leptidea morsei major Grund, 1905
- Leptidea morsei morseides Verity, 1911[1].